# Konrad Huber (Maler, 1752)

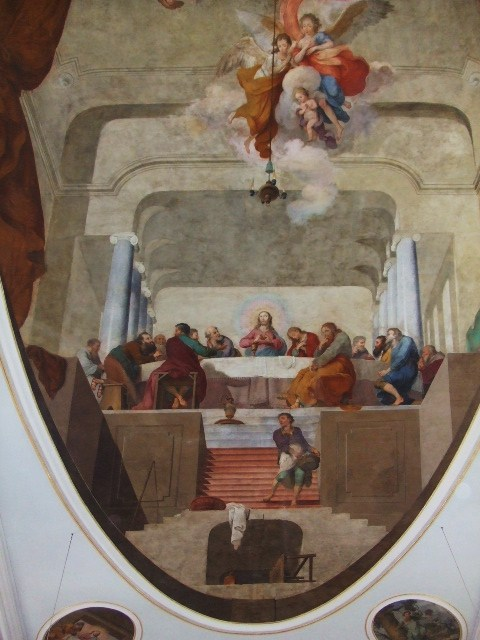
Konrad Huber: Das letzte Abendmahl, Deckengemälde der Kath. Pfarrkirche St. Martin, Breitenbrunn, 1797

Konrad Huber (auch Conrad Huber; * 24. November 1752 in Altdorf bei Weingarten; † 17. Mai 1830 in Weißenhorn) war ein deutscher Maler, der überwiegend in Schwaben tätig war.

## Leben
Im Jahre 1768 trat Huber der Malerschule von Franz Martin Kuen in Weißenhorn bei und wurde dort zu dessen Nachfolger. Nach Kuens Tod ging Huber nach Stuttgart, um dort ein Studium an der Akademie zu beginnen. Er lernte dort die Formensprache des Klassizismus kennen und setzte sich mit den Idealen der Antike und der Barockmalerei auseinander. Fortan beschäftigte sich Huber mit der Malerei in kirchlichen und öffentlichen Gebäuden im Raum Schwaben. Aufgrund der hohen Qualität seiner Arbeiten in der Bibliothek Roggenburg 1781 und in den Kirchen von Schießen sowie Ingstetten wurde Huber nach Würzburg gerufen. Dort erhielt er 1789 den Auftrag, die Kirche St. Stephan auszumalen. In der Stadtpfarrkirche Mariä Himmelfahrt in Lauterstein-Weißenstein malte er 1815 die Kreuzigung Christi.

## Werke (Auswahl)
- Altäre und Fresken der Kirche St. Johannes Baptist in Betlinshausen, darunter das imposante Langhausfresko Gastmahl des Herodes
- 1785: Chorfresko Weissagung Simeons in der Kirche St. Maria Immaculata in Anhofen
- 1811: Hauptaltarbild in der Pfarrkirche Ettringen (Abendmahl)